# Orbulinidae
Orbulinidae es una familia de foraminíferos planctónicos de la superfamilia Globigerinoidea, del suborden Globigerinina y del orden Globigerinida.  Su rango cronoestratigráfico abarca desde el Langhiense (Mioceno medio) hasta la actualidad.

## Discusión
Clasificaciones previas incluían los taxones de Orbulinidae en la familia Globigerinidae.

## Clasificación
Orbulinidae incluye a las siguientes subfamilia y géneros:
- Subfamilia Orbulininae
  - Globigerinatella †, también considerado en la familia Globigerinatellidae
  - Orbulina
  - Polyperibola †, también considerado en la familia Globigerinatellidae
  - Praeorbulina †

Otro género considerado en la Orbulinidae es:
- Candorbulina †, considerado sinónimo de Orbulina